# 安永知澄
安永 知澄（やすなが ちすみ、1979年9月25日 - ）は、日本の漫画家。広島県出身。女性。専門学校アートカレッジ神戸卒。

## 経歴
2001年、第3回エンターブレインえんため大賞に『白い本』で入選。
『コミックビーム』（エンターブレイン）2001年10月号 の『くそがき』でデビュー。
短編をいくつか発表した後、『コミックビーム』2003年9月号より『やさしいからだ』連載（全3巻）。
しりあがり寿のアシスタントを務めていたことがある。

## 作品リスト（単行本）
- 『あのころ、白く溶けてく- 短編集』ビームコミックス（エンターブレイン刊） (2004/12) ISBN 978-4757720947
- 『やさしいからだ』1巻 ビームコミックス（エンターブレイン刊）(2004/05)
- 『やさしいからだ』2巻 エンターブレイン (2004/12) ISBN 978-4757720930
- 『やさしいからだ』3巻 エンターブレイン (2005/11/25) ISBN 978-4757724501
- 『わたしたちの好きなもの - 短編集』ビームコミックス（エンターブレイン刊）(2007/9/25) ISBN 978-4757737273
- 『ステップ・バイ・ステップ』上巻 エンターブレイン (2009/4/25) ISBN 978-4757748415
- 『ステップ・バイ・ステップ』下巻 エンターブレイン (2009/4/25) ISBN 978-4757748422
- 『あけぼのソックス - 短編集』太田出版、2010年4月6日 ISBN 978-4-7783-2110-9
- 『赤パン先生!』1巻 エンターブレイン (2012/11/24) ISBN 978-4047285019
- 『赤パン先生!』2巻 エンターブレイン (2012/11/24) ISBN 978-4047285026
- 『赤パン先生!』3巻 エンターブレイン (2014/3/24) ISBN 978-4047295490
- 『赤パン先生!』4巻 エンターブレイン (2014/3/24) ISBN 978-4047295506
- 『女神たちと』エンターブレイン (2015/7/25) ISBN 978-4047305359